# Eoa spilotata
Eoa spilotata là một loài bướm đêm trong họ Geometridae.